# Ieraly Khan
Ieraly Khan ou Ieraly Iermoukhamedäli Khan (kazakh : Ералы, Ермүхамедәли баһадүр хан), né en 1720 et décédé en 1794, est un khan kazakh de la petite jüz (correspondant à l'ouest de l'actuel Kazakhstan) qui y exerce son pouvoir de  1791 à 1794. Il succède à son frère, Nouraly Khan à cette fonction.